# Valencia Basket Club 2013-2014
Questa voce raccoglie le informazioni riguardanti il Valencia Basket Club nelle competizioni ufficiali della stagione 2013-2014.

## Stagione
La stagione 2013-2014 del Valencia Basket Club è la 25ª nel massimo campionato spagnolo di pallacanestro, la Liga ACB.

## Roster
Aggiornato al 14 luglio 2018.
| Valencia Basket Club 2013-14 | Valencia Basket Club 2013-14 |
| Giocatori                    | Staff tecnico                |
| ---------------------------- | ---------------------------- |

| N. | Naz.                                              | Ruolo | Nome                | Anno | Alt.   | Peso   |  |
| -- | ------------------------------------------------- | ----- | ------------------- | ---- | ------ | ------ |  |
| 4  | Spagna (bandiera)                                 | C     | Juanjo Triguero     | 1983 | 212 cm | 113 kg |  |
| 5  | Spagna (bandiera)                                 | G     | Pau Ribas           | 1987 | 194 cm | 95 kg  |  |
| 7  | Stati Uniti (bandiera)                            | AG    | Justin Doellman     | 1985 | 206 cm | 95 kg  |  |
| 9  | Belgio (bandiera)                                 | P     | Sam Van Rossom      | 1986 | 193 cm | 88 kg  |  |
| 10 | Rep. Centrafricana (bandiera)                     | GA    | Romain Sato         | 1981 | 195 cm | 100 kg |  |
| 12 | Ucraina (bandiera)                                | C     | Serhij Liščuk       | 1982 | 210 cm | 110 kg |  |
| 13 | Serbia (bandiera)                                 | A     | Vladimir Lučić      | 1989 | 204 cm | 95 kg  |  |
| 14 | Montenegro (bandiera)                             | C     | Bojan Dubljević     | 1991 | 205 cm | 105 kg |  |
| 17 | Spagna (bandiera)                                 | G     | Rafael Martínez (C) | 1982 | 190 cm | 90 kg  |  |
| 20 | Stati Uniti (bandiera)                            | P     | Oliver Lafayette    | 1984 | 188 cm | 86 kg  |  |
| 21 | Ucraina (bandiera)                                | C     | Oleksij Pečerov     | 1985 | 213 cm | 106 kg |  |
| 24 | Guinea Equatoriale (bandiera) · Spagna (bandiera) | AP    | Larry Abia          | 1993 | 195 cm | 90 kg  |  |
| 31 | Rep. Ceca (bandiera)                              | AP    | Luboš Bartoň        | 1980 | 200 cm | 100 kg |  |
| 33 | Lituania (bandiera)                               | C     | Kšyštof Lavrinovič  | 1979 | 210 cm | 108 kg |  |
| 34 | Spagna (bandiera)                                 | AG    | Pablo Aguilar       | 1989 | 205 cm | 107 kg |  |
| 40 | Spagna (bandiera)                                 | G     | Luis Sabater        | 1988 | 184 cm |        |  |
| 41 | Spagna (bandiera)                                 | P     | Pablo Pérez         | 1997 | 185 cm | 78 kg  |  |
| 43 | Spagna (bandiera)                                 | A     | Antonio Tirado      | 1992 | 198 cm |        |  |
| 45 | Spagna (bandiera)                                 | A     | David Guardia       | 1990 | 200 cm |        |  |

| Allenatore                                                                                   |
| - Velimir Perasović                                                                          |
| Assistente/i                                                                                 |
| - Chechu Mulero - Juan José Rojo Legenda - (C) Capitano - (IN) Inattivo - Infortunato Roster |

## Mercato

### Sessione estiva
| Acquisti | Acquisti         | Acquisti        | Acquisti   | Acquisti |
| R.a      | Nome             | da              | Modalità   |          |
| -------- | ---------------- | --------------- | ---------- | -------- |
| C        | Juanjo Triguero  | Siviglia        | definitivo |          |
| P        | Sam Van Rossom   | Saragozza       | definitivo |          |
| GA       | Romain Sato      | Fenerbahçe      | definitivo |          |
| A        | Vladimir Lučić   | Partizan        | definitivo |          |
| P        | Oliver Lafayette | Žalgiris Kaunas | definitivo |          |
| AG       | Pablo Aguilar    | Saragozza       | definitivo |          |

| Cessioni | Cessioni           | Cessioni        | Cessioni       | Cessioni |
| R.       | Nome               | a               | Modalità       |          |
| -------- | ------------------ | --------------- | -------------- | -------- |
| P        | Stefan Marković    | Bandırma Banvit | fine contratto |          |
| AG       | Florent Piétrus    | Nancy           | fine contratto |          |
| C        | Vitor Faverani     | Boston Celtics  | rescissione    |          |
| GA       | Thomas Kelati      | Saski Baskonia  | rescissione    |          |
| P        | Rodrigo San Miguel | Murcia          | fine contratto |          |
| AP       | Jason Robinson     | San Sebastián   | fine contratto |          |
| C        | Adam Hrycaniuk     | Zielona Góra    | fine contratto |          |

### Dopo l'inizio della stagione
| Acquisti | Acquisti           | Acquisti        | Acquisti         | Acquisti   |
| R.       | Nome               | da              | Data             | Modalità   |
| -------- | ------------------ | --------------- | ---------------- | ---------- |
| C        | Oleksij Pečerov    | Free agent      | 9 novembre 2013  | definitivo |
| AP       | Luboš Bartoň       | Děčín           | dicembre 2013    | definitivo |
| C        | Kšyštof Lavrinovič | Žalgiris Kaunas | 12 febbraio 2014 | definitivo |

| Cessioni | Cessioni        | Cessioni   | Cessioni        | Cessioni       |
| R.       | Nome            | a          | Data            | Modalità       |
| -------- | --------------- | ---------- | --------------- | -------------- |
| C        | Oleksij Pečerov | Free agent | 4 dicembre 2013 | fine contratto |
| AP       | Luboš Bartoň    | Free agent | marzo 2014      | rescissione    |